# Кортикостероїди
Кортикостероїди — клас стероїдних гормонів, які виробляє виключно кора наднирників і які відіграють вирішальну роль у широкому спектрі фізіологічних процесів, включаючи імунну відповідь, метаболізм і регуляцію стресу. 
Пласт кори наднирників продукує близько 50 гормонів-кортикостероїдів, які класифікуються на 2 групи: глюкокортикоїди та мінералокортикоїди. Також вони можуть бути синтезовані в лабораторіях для медичного використання. З моменту відкриття в 1940-х роках кортикостероїди стали невід’ємною частиною сучасної медицини завдяки своїм потужним протизапальним та імуносупресивним властивостям.

## Глюкокортикоїди
Глюкокортикоїди — кортизол, кортикостерон, кортизон — активують розпад білків в клітинах тканин, підвищують вміст амінокислот в крові, активують дезамінування амінокислот печінки і перетворення їх у вуглеводи, унаслідок чого підвищується вміст глюкози в крові. Глюкокортикоїди посилюють також жировий обмін. Відносяться до протизапальних гормонів, оскільки вони пригнічують утворення антитіл, розвиток набряку, знижують проникність мембран. 
Глюкокортикоїди змінюють чутливість тканин до інших гормонів. Судини підвищують чутливість до катехоламінів. Незалежно від вказаних ефектів глюкокортикоїди: а) беруть участь в підтримці і регуляції активності головного мозку; б) поряд з іншими гормонами підтримують загальний артеріальний тиск і кровообіг в мозку.

## Мінералокортикоїди
Мінералокортикоїди — альдостерон, дезоксикортикостерон змінюють проникність мембран клітин і активність транспортних систем натрію, тому зниження цих гормонів в крові, тканинах унаслідок послаблення їх реабсорбції в канальцях нирок. Секреція альдостерону посилюється зниженням концентрації натрію, веде до зменшення ниркового кровотоку, виділення реніна і з ангіотензиногену утворюється ангіотензин І, який в легенях перетворюється в ангіотензин II, що викликає звуження судин і стимулює виділення альдостерону.